# Полузорский сельский совет (Новосанжарский район)
Полузорский сельский совет (укр. Полузірська сільська рада) — входит в состав
Новосанжарского района
Полтавской области
Украины.
Административный центр сельского совета находится в 
с. Полузорье.

## История
- 1926 — дата образования.

## Населённые пункты совета
- с. Полузорье
- с. Бондуры
- с. Дмитренки

## Ликвидированные населённые пункты совета
- с. Белокони
- с. Гергели
- с. Шевцы